# Campionatul Mondial de Fotbal 2018 Grupa A
Grupa A de la Campionatul Mondial de Fotbal 2018 a avut loc în perioada 14-25 iunie 2018. Grupa a constat din Rusia, Arabia Saudită, Egipt și Uruguay. Clasate pe primele două locuri, Uruguay și Rusia au avansat în runda optimilor.

### Echipe
| Poziția tragerii | Echipa         | Bol | Confederația | Metoda calificării                     | Data calificării  | Apariții în turneul final | Ultima apariție | Cea mai bună performanță                 | Clasamentul FIFA | Clasamentul FIFA |
| Poziția tragerii | Echipa         | Bol | Confederația | Metoda calificării                     | Data calificării  | Apariții în turneul final | Ultima apariție | Cea mai bună performanță                 | octombrie 2017   | iunie 2018       |
| ---------------- | -------------- | --- | ------------ | -------------------------------------- | ----------------- | ------------------------- | --------------- | ---------------------------------------- | ---------------- | ---------------- |
| A1               | Rusia          | 1   | UEFA         | Gazde                                  | 2 decembrie 2010  | 11                        | 2014            | Locul al patrulea (1966)                 | 65               | 70               |
| A2               | Arabia Saudită | 4   | AFC          | AFC Runda a treia Grupa B locul 2      | 5 septembrie 2017 | 5                         | 2006            | Runda optimilor (1994)                   | 63               | 67               |
| A3               | Egipt          | 3   | CAF          | CAF a treia rundă Grupa E câștigătorii | 8 octombrie 2017  | 3                         | 1990            | Prima runda (1934), Faza grupelor (1990) | 30               | 45               |
| A4               | Uruguay        | 2   | CONMEBOL     | CONMEBOL Round Robin locul 2           | 10 octombrie 2017 | 13                        | 2014            | Câștigători (1930, 1950)                 | 17               | 14               |

Note
1. ↑  Clasamentul din octombrie 2017 a fost folosit pentru tragerea la sorți.
2. ↑  Aceasta este a patra apariție a Rusiei la Cupa Mondială. In orice caz, FIFA consideră Rusia ca fiind echipa succesoare a Uniunii Sovietice, care sa calificat în 7 ocazii.
3. ↑  Cel mai bun rezultat al Rusiei este etapa de grupe de la 1994, 2002 și 2014. În orice caz, FIFA consideră Rusia ca fiind echipa succesoare a Uniunii Sovietice.

## Clasament
| Loc | Echipa             | MJ | V | E | Î | GM | GP | DG | Pct | Calificare                      |
| --- | ------------------ | -- | - | - | - | -- | -- | -- | --- | ------------------------------- |
| 1   | Uruguay (A)        | 3  | 3 | 0 | 0 | 5  | 0  | +5 | 9   | Avansează în Runda eliminatorie |
| 2   | Rusia (H, A)       | 3  | 2 | 0 | 1 | 8  | 4  | +4 | 6   | Avansează în Runda eliminatorie |
| 3   | Arabia Saudită (E) | 3  | 1 | 0 | 2 | 2  | 7  | −5 | 3   |                                 |
| 4   | Egipt (E)          | 3  | 0 | 0 | 3 | 2  | 6  | −4 | 0   |                                 |

## Meciurile
Toate orele sunt listate la ora Rusiei.

### Rusia vs Arabia Saudită
Cele două echipe s-au întâlnit doar o singură dată, un joc amical în 1993, câștigat de Arabia Saudită 4-2.
| Rusia                                                    | 5–0    | Arabia Saudită |
| -------------------------------------------------------- | ------ | -------------- |
| Gazinsky 12' Cerîșev 43', 90+1' Dzyuba 71' Golovin 90+3' | Report |                |

| Rusia | Arabia Saudită |

| GK                   | 1  | Igor Akinfeev (c)     |  |     |
| RB                   | 2  | Mário Fernandes       |  |     |
| CB                   | 3  | Ilya Kutepov          |  |     |
| CB                   | 4  | Sergei Ignashevich    |  |     |
| LB                   | 18 | Iuri Jirkov           |  |     |
| CM                   | 11 | Roman Zobnin          |  |     |
| CM                   | 8  | Yury Gazinsky         |  |     |
| RW                   | 19 | Aleksandr Samedov     |  | 64' |
| AM                   | 9  | Alan Dzagoev          |  | 24' |
| LW                   | 17 | Aleksandr Golovin 88' |  |     |
| CF                   | 10 | Fyodor Smolov         |  | 70' |
| Schimbări:           |    |                       |  |     |
| MF                   | 6  | Denis Cerîșev         |  | 24' |
| MF                   | 7  | Daler Kuzyayev        |  | 64' |
| FW                   | 22 | Artem Dzyuba          |  | 70' |
| Manager:             |    |                       |  |     |
| Stanislav Cherchesov |    |                       |  |     |

| GK                 | 1  | Abdullah Al-Mayouf      |  |     |
| RB                 | 6  | Mohammed Al-Breik       |  |     |
| CB                 | 3  | Osama Hawsawi (c)       |  |     |
| CB                 | 5  | Omar Hawsawi            |  |     |
| LB                 | 13 | Yasser Al-Shahrani      |  |     |
| RM                 | 8  | Yahya Al-Shehri 72'     |  |     |
| CM                 | 17 | Taisir Al-Jassim 90+3'  |  |     |
| CM                 | 14 | Abdullah Otayf 64'      |  |     |
| CM                 | 7  | Salman Al-Faraj         |  |     |
| LM                 | 18 | Salem Al-Dawsari        |  |     |
| CF                 | 10 | Mohammad Al-Sahlawi 85' |  |     |
| Schimbări:         |    |                         |  |     |
| FW                 | 19 | Fahad Al-Muwallad       |  | 64' |
| MF                 | 9  | Hattan Bahebri          |  | 72' |
| FW                 | 20 | Muhannad Assiri         |  | 85' |
| Manager:           |    |                         |  |     |
| Juan Antonio Pizzi |    |                         |  |     |

| Omul meciului: Denis Cerîșev (Rusia) Arbitrii asistenți: Juan Pablo Bellati (Argentina) Hernán Maidana (Argentina) Al patrulea oficial: Sandro Ricci (Brazilia) Arbitru asistent video: Massimiliano Irrati (Italia) Arbitrii asistenți ai arbitrului video: Mauro Vigliano (Argentina) Carlos Astroza (Chile) Daniele Orsato (Italia) |

### Egipt vs Uruguay
Cele două echipe s-au întâlnit o singură dată, un meci amical în 2006, câștigat de Uruguay cu 2-0.
| Egipt | 0–1    | Uruguay     |
| ----- | ------ | ----------- |
|       | Report | Giménez 89' |

| Egipt | Uruguay |

| GK           | 23 | Mohamed El-Shenawy  |       |     |
| RB           | 7  | Ahmed Fathy (c)     |       |     |
| CB           | 2  | Ali Gabr            |       |     |
| CB           | 6  | Ahmed Hegazi        | 90+6' |     |
| LB           | 13 | Mohamed Abdel-Shafy |       |     |
| CM           | 8  | Tarek Hamed         |       | 50' |
| CM           | 17 | Mohamed Elneny      |       |     |
| RW           | 22 | Amr Warda           |       | 82' |
| AM           | 19 | Abdallah Said       |       |     |
| LW           | 21 | Trézéguet           |       |     |
| CF           | 9  | Marwan Mohsen       |       | 63' |
| Schimbări:   |    |                     |       |     |
| MF           | 5  | Sam Morsy           |       | 50' |
| FW           | 11 | Kahraba             |       | 63' |
| FW           | 14 | Ramadan Sobhi       |       | 82' |
| Manager:     |    |                     |       |     |
| Héctor Cúper |    |                     |       |     |

| GK            | 1  | Fernando Muslera       |  |     |
| RB            | 4  | Guillermo Varela       |  |     |
| CB            | 2  | José Giménez           |  |     |
| CB            | 3  | Diego Godín (c)        |  |     |
| LB            | 22 | Martín Cáceres         |  |     |
| RM            | 8  | Nahitan Nández         |  | 58' |
| CM            | 15 | Matías Vecino          |  | 87' |
| CM            | 6  | Rodrigo Bentancur      |  |     |
| LM            | 10 | Giorgian De Arrascaeta |  | 59' |
| CF            | 9  | Luis Suárez            |  |     |
| CF            | 21 | Edinson Cavani         |  |     |
| Schimbări:    |    |                        |  |     |
| MF            | 5  | Carlos Sánchez         |  | 58' |
| MF            | 7  | Cristian Rodríguez     |  | 59' |
| MF            | 14 | Lucas Torreira         |  | 87' |
| Manager:      |    |                        |  |     |
| Óscar Tabárez |    |                        |  |     |

| Omul meciului: Mohamed El-Shenawy (Egipt) Arbitrii asistenți: Sander van Roekel (Olanda) Erwin Zeinstra (Olanda) Al patrulea oficial: Milorad Mažić (Serbia) Al cincelea oficial: Milovan Ristić (Serbia) Arbitru asistent video: Danny Makkelie (Olanda) Arbitrii asistenți ai arbitrului video: Paweł Gil (Polonia) Cyril Gringore (Franța) Clément Turpin (Franța) |

### Rusia vs Egipt
Cele două echipe nu s-au întâlnit niciodată înainte.
| Rusia                                   | 3–1    | Egipt            |
| --------------------------------------- | ------ | ---------------- |
| Fathy 47' (aut.) Cerîșev 59' Dzyuba 62' | Report | Salah 73' (pen.) |

| Rusia | Egipt |

| GK                   | 1  | Igor Akinfeev (c)  |     |     |
| RB                   | 2  | Mário Fernandes    |     |     |
| CB                   | 3  | Ilya Kutepov       |     |     |
| CB                   | 4  | Sergei Ignashevich |     |     |
| LB                   | 18 | Iuri Jirkov        |     | 86' |
| CM                   | 11 | Roman Zobnin       |     |     |
| CM                   | 8  | Yury Gazinsky      |     |     |
| RW                   | 19 | Aleksandr Samedov  |     |     |
| AM                   | 17 | Aleksandr Golovin  |     |     |
| LW                   | 6  | Denis Cerîșev      |     | 74' |
| CF                   | 22 | Artem Dzyuba       |     | 79' |
| Schimbări:           |    |                    |     |     |
| MF                   | 7  | Daler Kuzyayev     |     | 74' |
| FW                   | 10 | Fyodor Smolov      | 84' | 79' |
| DF                   | 13 | Fyodor Kudryashov  |     | 86' |
| Manager:             |    |                    |     |     |
| Stanislav Cherchesov |    |                    |     |     |

| GK           | 23 | Mohamed El-Shenawy  |     |     |
| RB           | 7  | Ahmed Fathy (c)     |     |     |
| CB           | 2  | Ali Gabr            |     |     |
| CB           | 6  | Ahmed Hegazi        |     |     |
| LB           | 13 | Mohamed Abdel-Shafy |     |     |
| CM           | 8  | Tarek Hamed         |     |     |
| CM           | 17 | Mohamed Elneny      |     | 64' |
| RW           | 10 | Mohamed Salah       |     |     |
| AM           | 19 | Abdallah Said       |     |     |
| LW           | 21 | Trézéguet           | 57' | 68' |
| CF           | 9  | Marwan Mohsen       |     | 82' |
| Schimbări:   |    |                     |     |     |
| FW           | 22 | Amr Warda           |     | 64' |
| FW           | 14 | Ramadan Sobhi       |     | 68' |
| FW           | 11 | Kahraba             |     | 82' |
| Manager:     |    |                     |     |     |
| Héctor Cúper |    |                     |     |     |

| Omul meciului: Denis Cerîșev (Rusia) Arbitrii asistenți: Eduardo Cardozo (Paraguay) Juan Zorrilla (Paraguay) Al patrulea oficial: Cüneyt Çakır (Turcia) Al cincelea oficial: Bahattin Duran (Turcia) Arbitru asistent video: Massimiliano Irrati (Italia) Arbitrii asistenți ai arbitrului video: Mauro Vigliano (Argentina) Carlos Astroza (Chile) Szymon Marciniak (Polonia) |

### Uruguay vs Arabia Saudită
Cele două echipe s-au întâlnit în două jocuri. Ultima lor întâlnire a fost un amical în 2014, terminând la egalitate 1-1.
| Uruguay    | 1–0    | Arabia Saudită |
| ---------- | ------ | -------------- |
| Suárez 23' | Report |                |

| Uruguay | Arabia Saudită |

| GK            | 1  | Fernando Muslera   |  |     |
| RB            | 4  | Guillermo Varela   |  |     |
| CB            | 2  | José Giménez       |  |     |
| CB            | 3  | Diego Godín (c)    |  |     |
| LB            | 22 | Martín Cáceres     |  |     |
| RM            | 5  | Carlos Sánchez     |  | 82' |
| CM            | 15 | Matías Vecino      |  | 59' |
| CM            | 6  | Rodrigo Bentancur  |  |     |
| LM            | 7  | Cristian Rodríguez |  | 59' |
| CF            | 9  | Luis Suárez        |  |     |
| CF            | 21 | Edinson Cavani     |  |     |
| Schimbări:    |    |                    |  |     |
| MF            | 17 | Diego Laxalt       |  | 59' |
| MF            | 14 | Lucas Torreira     |  | 59' |
| MF            | 8  | Nahitan Nández     |  | 82' |
| Manager:      |    |                    |  |     |
| Óscar Tabárez |    |                    |  |     |

| GK                 | 22 | Mohammed Al-Owais   |  |     |
| RB                 | 6  | Mohammed Al-Breik   |  |     |
| CB                 | 3  | Osama Hawsawi (c)   |  |     |
| CB                 | 4  | Ali Al-Bulaihi      |  |     |
| LB                 | 13 | Yasser Al-Shahrani  |  |     |
| DM                 | 14 | Abdullah Otayf      |  |     |
| CM                 | 7  | Salman Al-Faraj     |  |     |
| CM                 | 17 | Taisir Al-Jassim    |  | 44' |
| RW                 | 9  | Hattan Bahebri      |  | 75' |
| LW                 | 18 | Salem Al-Dawsari    |  |     |
| CF                 | 19 | Fahad Al-Muwallad   |  | 78' |
| Schimbări:         |    |                     |  |     |
| MF                 | 16 | Housain Al-Mogahwi  |  | 44' |
| MF                 | 12 | Mohamed Kanno       |  | 75' |
| FW                 | 10 | Mohammad Al-Sahlawi |  | 78' |
| Manager:           |    |                     |  |     |
| Juan Antonio Pizzi |    |                     |  |     |

| Omul meciului: Luis Suárez (Uruguay) Arbitrii asistenți: Nicolas Danos (Franța) Cyril Gringore (Franța) Al patrulea oficial: John Pitti (Panama) Al cincelea oficial: Gabriel Victoria (Panama) Arbitru asistent video: Szymon Marciniak (Polonia) Arbitrii asistenți ai arbitrului video: Paweł Gil (Polonia) Pawel Sokolnicki (Polonia) Daniele Orsato (Italia) |

### Uruguay vs Rusia
Cele două echipe s-au întâlnit într-un joc anterior, un amical în 2012, care sa încheiat cu o egalitate de 1-1. Jucând ca echipa națională de fotbal a Uniunii Sovietice, cele două echipe s-au confruntat între ele de șapte ori, inclusiv două meciuri la Cupa Mondială, unul la Campionatul Mondial de Fotbal 1962 faza grpelor, câștigat de Uniunea Sovietică 2–1, iar celălalt la Campionatul Mondial de Fotbal 1970 sferturi de finală, câștigat de Uruguay 1–0.
| Uruguay                                  | 3–0    | Rusia |
| ---------------------------------------- | ------ | ----- |
| Suárez 10' Cerîșev 23' (aut.) Cavani 90' | Report |       |

| Uruguay | Rusia |

| GK            | 1  | Fernando Muslera       |     |       |
| CB            | 19 | Sebastián Coates       |     |       |
| CB            | 3  | Diego Godín (c)        |     |       |
| CB            | 22 | Martín Cáceres         |     |       |
| DM            | 14 | Lucas Torreira         |     |       |
| CM            | 15 | Matías Vecino          |     |       |
| CM            | 6  | Rodrigo Bentancur      | 59' | 63'   |
| RW            | 8  | Nahitan Nández         |     | 73'   |
| LW            | 17 | Diego Laxalt           |     |       |
| CF            | 9  | Luis Suárez            |     |       |
| CF            | 21 | Edinson Cavani         |     | 90+3' |
| Schimbări:    |    |                        |     |       |
| MF            | 10 | Giorgian De Arrascaeta |     | 63'   |
| MF            | 7  | Cristian Rodríguez     |     | 73'   |
| FW            | 18 | Maxi Gómez             |     | 90+3' |
| Manager:      |    |                        |     |       |
| Óscar Tabárez |    |                        |     |       |

| GK                   | 1  | Igor Akinfeev (c)  |         |     |
| RB                   | 23 | Igor Smolnikov     | 27' 36' |     |
| CB                   | 3  | Ilya Kutepov       |         |     |
| CB                   | 4  | Sergei Ignashevich |         |     |
| LB                   | 13 | Fyodor Kudryashov  |         |     |
| CM                   | 11 | Roman Zobnin       |         |     |
| CM                   | 8  | Yury Gazinsky      | 9'      | 46' |
| RW                   | 19 | Aleksandr Samedov  |         |     |
| AM                   | 15 | Aleksei Miranchuk  |         | 60' |
| LW                   | 6  | Denis Cerîșev      |         | 38' |
| CF                   | 22 | Artem Dzyuba       |         |     |
| Schimbări:           |    |                    |         |     |
| DF                   | 2  | Mário Fernandes    |         | 38' |
| MF                   | 7  | Daler Kuzyayev     |         | 46' |
| FW                   | 10 | Fyodor Smolov      |         | 60' |
| Manager:             |    |                    |         |     |
| Stanislav Cherchesov |    |                    |         |     |

| Omul meciului: Luis Suárez (Uruguay) Arbitrii asistenți: Djibril Camara (Senegal) El Hadji Samba (Senegal) Al patrulea oficial: Bamlak Tessema Weyesa (Etiopia) Al cincelea oficial: Hasan Al Mahri (Emiratele Arabe Unite) Arbitru asistent video: Clément Turpin (Franța) Arbitrii asistenți ai arbitrului video: Paweł Gil (Polonia) Cyril Gringore (Franța) Daniele Orsato (Italia) |

### Arabia Saudită vs Egipt
Cele două echipe s-au întâlnit în șase meciuri anterioare, cea mai recentă de la 2007 Jocurile Pan-arabe, câștigat de Egipt 2–1.
| Arabia Saudită                         | 2–1    | Egipt     |
| -------------------------------------- | ------ | --------- |
| Al-Faraj 45+6' (pen.) Al-Dawsari 90+5' | Report | Salah 22' |

| Arabia Saudită | Egipt |

| GK                 | 21 | Yasser Al-Mosailem |  |     |
| RB                 | 6  | Mohammed Al-Breik  |  |     |
| CB                 | 3  | Osama Hawsawi (c)  |  |     |
| CB                 | 23 | Motaz Hawsawi      |  |     |
| LB                 | 13 | Yasser Al-Shahrani |  |     |
| DM                 | 14 | Abdullah Otayf     |  |     |
| CM                 | 7  | Salman Al-Faraj    |  |     |
| CM                 | 16 | Housain Al-Mogahwi |  |     |
| RW                 | 9  | Hattan Bahebri     |  | 65' |
| LW                 | 18 | Salem Al-Dawsari   |  |     |
| CF                 | 19 | Fahad Al-Muwallad  |  | 79' |
| Schimbări:         |    |                    |  |     |
| FW                 | 20 | Muhannad Assiri    |  | 65' |
| MF                 | 8  | Yahya Al-Shehri    |  | 79' |
| Manager:           |    |                    |  |     |
| Juan Antonio Pizzi |    |                    |  |     |

| GK           | 1  | Essam El-Hadary (c) |       |       |
| RB           | 7  | Ahmed Fathy         | 86'   |       |
| CB           | 2  | Ali Gabr            | 45+5' |       |
| CB           | 6  | Ahmed Hegazi        |       |       |
| LB           | 13 | Mohamed Abdel-Shafy |       |       |
| CM           | 17 | Mohamed Elneny      |       |       |
| CM           | 8  | Tarek Hamed         |       |       |
| RW           | 10 | Mohamed Salah       |       |       |
| AM           | 19 | Abdallah Said       |       | 45+7' |
| LW           | 21 | Trézéguet           |       | 81'   |
| CF           | 9  | Marwan Mohsen       |       | 64'   |
| Schimbări:   |    |                     |       |       |
| FW           | 22 | Amr Warda           |       | 45+7' |
| FW           | 14 | Ramadan Sobhi       |       | 64'   |
| FW           | 11 | Kahraba             |       | 81'   |
| Manager:     |    |                     |       |       |
| Héctor Cúper |    |                     |       |       |

| Omul meciului: Mohamed Salah (Egipt) Arbitrii asistenți: Alexander Guzmán (Columbia) Cristian de la Cruz (Columbia) Al patrulea oficial: Ricardo Montero (Costa Rica) Al cincelea oficial: Hiroshi Yamauchi (Japonia) Arbitru asistent video: Artur Soares Dias (Portugalia) Arbitrii asistenți ai arbitrului video: Tiago Martins (Portugalia) Carlos Astroza (Chile) Wilton Sampaio (Brazilia) |

## Disciplină
Puncte de fair-play, care sunt folosite ca tie-break în cazul în care înregistrările generale și cap-la-cap ale echipelor sunt egale, sunt calculate pe baza cartonașelor galbene și roșii primite în toate meciurile din grupă după cum urmează: 
- Primul cartonaș galben: minus 1 punct;
- Indirect cartonaș roșu (al doilea cartonaș galben): minus 3 puncte;
- Cartonaș roșu direct: minus 4 puncte;
- Cartonaș galben și un cartonaș roșu direct: minus 5 puncte;

Doar una dintre penalizările de mai sus se aplică unui jucător într-un singur meci.
| Echipa         | Meciul 1        | Meciul 1                               | Meciul 1      | Meciul 1                        | Meciul 2        | Meciul 2                               | Meciul 2      | Meciul 2                        | Meciul 3        | Meciul 3                               | Meciul 3      | Meciul 3                        | Puncte |
| Echipa         | Cartonaș galben | Cartonaș galben · Cartonaș galben-roșu | Cartonaș roșu | Cartonaș galben · Cartonaș roșu | Cartonaș galben | Cartonaș galben · Cartonaș galben-roșu | Cartonaș roșu | Cartonaș galben · Cartonaș roșu | Cartonaș galben | Cartonaș galben · Cartonaș galben-roșu | Cartonaș roșu | Cartonaș galben · Cartonaș roșu | Puncte |
| -------------- | --------------- | -------------------------------------- | ------------- | ------------------------------- | --------------- | -------------------------------------- | ------------- | ------------------------------- | --------------- | -------------------------------------- | ------------- | ------------------------------- | ------ |
| Arabia Saudită | 1               |                                        |               |                                 |                 |                                        |               |                                 |                 |                                        |               |                                 | −1     |
| Uruguay        |                 |                                        |               |                                 |                 |                                        |               |                                 | 1               |                                        |               |                                 | −1     |
| Egipt          | 2               |                                        |               |                                 | 1               |                                        |               |                                 | 2               |                                        |               |                                 | −5     |
| Rusia          | 1               |                                        |               |                                 | 1               |                                        |               |                                 | 1               | 1                                      |               |                                 | −6     |

## Legături externe
- 2018 FIFA World Cup Grupa A Arhivat în 15 iunie 2018, la Wayback Machine., FIFA.com